# Vincent Pérez
Vincent Pérez (Lausanne, 1964. június 10. –) svájci színész, rendező és fényképész.
Nemzetközi szinten legismertebb filmes alakításai közé tartozik a főszereplő Ashe Corven A holló 2. – Az angyalok városa című filmben, valamint A kárhozottak királynője című filmben Marius de Romanus. A francia filmművészetet tekintve híresebb szerepei közé sorolható a Cyrano de Bergerac, A púpos, a Margó királyné és az Indokína.

## Fiatalkora és családja
Pérez 1964. június 10-én született a svájci Lausanne-ben, spanyol apa és német anya második gyermekeként, két testvére van. Édesanyja háztartásbeliként, míg édesapja egy import-export vállalkozásban dolgozott.
Pérez hétéves korában látott egy Charlie Chaplin-filmet, ekkor kezdett el arról álmodozni, hogy egyszer ő is színész lesz. Először Genfben végzett színművészeti tanulmányokat, ezt követte a párizsi Conservatoire national supérieur d’art dramatique, majd a Théâtre Nanterre-Amandiers színitanodája.

## Színészi pályafutása
Pályafutását színpadi színészként kezdte, később a filmszínészet felé fordult. A filmes áttörést az 1990-es Cyrano de Bergerac hozta meg számára, melyben Gérard Depardieu oldalán szerepelt, alakításáért César-jelölést kapott.
A színpad és a filmvászon mellett televíziós szerepeket is vállalt, az Esküdt ellenségek: Bűnös szándék francia változatában (Különleges ügyosztály – Párizs) a főszereplő Vincent Revelt alakította három évadon keresztül.
A színészet mellett a rendezésben is kipróbálta magát, két rövidfilmje (L'échange és Rien à dire) Arany Pálma-jelölést kapott a Cannes-i fesztiválon. 2015-ben Hans Fallada 1947-es könyve alapján rendezte meg az Alone in Berlin című filmet.
A fényképészet iránt tizenöt évesen kezdett érdeklődni, műveit több alkalommal kiállították, első alkalommal 2011-ben Oroszországban, „From Vladivostok to Paris” címmel.
Íróként 2007 és 2010 között sikeres képregénysorozatot jelentetett meg, La Fôret címmel, amely egy gyerekeknek szóló, kelta meséken alapuló fantasy. 2011-ben társszerzőként vett részt a Le Paris du cinéma című útikönyv megírásában.

## Magánélete
A szexszimbólumként számon tartott színészt az amerikai People magazin beválasztotta a világ 50 legszebb embere közé.
1998 óta Karine Silla szenegáli származású francia színésznő házastársa, három gyermekük született, Franciaországban élnek. Perez korábban Jacqueline Bisset-vel és Carla Brunivel állt romantikus kapcsolatban.

## Filmográfia

### Film

#### Rendező és író
| Év   | Magyar cím              | Eredeti cím           | Feladatkör | Feladatkör | Megjegyzések |
| Év   | Magyar cím              | Eredeti cím           | Rendező    | Író        | Megjegyzések |
| ---- | ----------------------- | --------------------- | ---------- | ---------- | ------------ |
| 1992 |                         | L'échange             | Igen       | Igen       | rövidfilm    |
| 1999 |                         | Rien à dire           | Igen       | Nem        | rövidfilm    |
| 2002 | Volt egyszer egy angyal | Peau d'Ange           | Igen       | Igen       |              |
| 2007 | Én a helyedben          | Si j'étais toi        | Igen       | Nem        | filmproducer |
| 2016 | Egyedül Berlinben       | Alone in Berlin       | Igen       | Igen       |              |
| 2023 | Pengeélen               | The Edge of the Blade | Igen       | Igen       |              |

#### Színész
| Év   | Magyar cím                          | Eredeti cím                                          | Szerep                     | Magyar hang         |
| ---- | ----------------------------------- | ---------------------------------------------------- | -------------------------- | ------------------- |
| 1986 |                                     | Gardien de la nuit                                   | Armand                     |                     |
| 1987 |                                     | Hôtel de France                                      | Serge                      |                     |
| 1988 |                                     | La maison de jade                                    | Bernard Gretz              |                     |
| 1990 | Cyrano de Bergerac                  | Cyrano de Bergerac                                   | Christian de Neuvillette   | Rátóti Zoltán       |
| 1990 | Fracassa kapitány                   | Il viaggio di Capitan Fracassa                       | Sigognac báró              | Görög László        |
| 1991 |                                     | La neige et le feu                                   | Jacques Sénéchal           |                     |
| 1992 |                                     | Cendre d'or (rövidfilm)                              | ismeretlen szerep          |                     |
| 1992 | Indokína                            | Indochine                                            | Jean-Baptiste              | Rátóti Zoltán       |
| 1993 | Fanfan                              | Fanfan                                               | Alexandre                  |                     |
| 1994 | Margó királyné                      | La Reine Margot                                      | Joseph Boniface de La Môle | Stohl András        |
| 1995 | Túl a felhőkön                      | Al di là delle nuvole                                | Niccolo                    | Németh Kristóf      |
| 1996 | Életvonal                           | Ligne de vie                                         | Philippe                   |                     |
| 1996 | A holló 2. – Az angyalok városa     | The Crow: City of Angels                             | Ashe Corven / A Holló      | Csankó Zoltán       |
| 1997 | Érzelmek hullámain                  | Swept from the Sea                                   | Yanko Gooral               | Kálloy Molnár Péter |
| 1997 | A púpos                             | Le Bossu                                             | Nevers herceg              | Stohl András        |
| 1997 | A púpos                             | Le Bossu                                             | Nevers herceg              | Sótonyi Gábor       |
| 1998 | Aki szeret engem, vonatra száll     | Ceux qui m'aiment prendront le train                 | Viviane                    |                     |
| 1998 |                                     | The Treat                                            | Pierre                     |                     |
| 1998 | Angyalok beszéde                    | Talk of Angels                                       | Francisco Areavaga         | Széles Tamás        |
| 1999 | A megtalált idő                     | Le temps retrouvé, d'après l'oeuvre de Marcel Proust | Morel                      | Nagy Ervin          |
| 2000 | Gyere hozzám feleségül              | Épouse-moi                                           | Hadrien Roche              | Fekete Zoltán       |
| 2000 | A szabad gondolkodó                 | Le Libertin                                          | Denis Diderot              | Haás Vander Péter   |
| 2000 | Álom Afrikáról                      | I Dreamed of Africa                                  | Paolo Gallmann             | Kőszegi Ákos        |
| 2001 |                                     | Les Morsures de l'aube                               | fiatal színész             |                     |
| 2001 | A szél menyasszonya                 | Bride of the Wind                                    | Oskar Kokoschka            |                     |
| 2002 | A kárhozottak királynője            | Queen of the Damned                                  | Marius de Romanus          | Stohl András        |
| 2003 |                                     | Le pharmacien de garde                               | Yan Lazarrec               |                     |
| 2003 |                                     | La felicità non-costa niente                         | Francesco                  |                     |
| 2003 | Tulipános Fanfan                    | Fanfan la Tulipe                                     | Tulipános Fanfan           | Stohl András        |
| 2003 | Maradok!                            | Je reste!                                            | Bertrand Delpire           | Gáspár András       |
| 2004 |                                     | Bienvenue en Suisse                                  | Aloïs Couchepin            |                     |
| 2004 | Bátrak harca – Az új Franciaország  | Nouvelle-France                                      | Le Bigot rendőrkapitány    | Kapácsy Miklós      |
| 2007 |                                     | Kod apokalipsisa                                     | Lui                        |                     |
| 2007 | Arn, a templomos lovag              | Arn – Tempelriddaren                                 | Guilbert testvér           |                     |
| 2009 |                                     | Demain dès l'aube                                    | Mathieu                    |                     |
| 2010 | Lélegezz!                           | Inhale                                               | Dr. Martinez               |                     |
| 2010 |                                     | Bruc                                                 | Maraval                    |                     |
| 2012 |                                     | Linhas de Wellington                                 | Lévêque                    |                     |
| 2012 |                                     | Ce que le jour doit à la nuit                        | Juan Rucilio               |                     |
| 2013 | Herceg négy kerékkel                | Un prince (presque) charmant                         | Jean-Marc                  | Stohl András        |
| 2013 |                                     | Puppylove                                            | Christian                  |                     |
| 2014 | Igen, séf! – Irány Párizs!          | Кухня в Париже                                       | Nicolas Dupont             | Seder Gábor         |
| 2015 | A vágy ára                          | The Price of Desire                                  | Le Corbusier               |                     |
| 2016 |                                     | Dalida                                               | Eddie Barclay              |                     |
| 2017 |                                     | Chacun sa vie                                        | gróf                       |                     |
| 2017 | Igaz történet alapján               | D'après une histoire vraie                           | François                   | Czvetkó Sándor      |
| 2017 | Hochelaga, a szellemek földje       | Hochelaga, Terre des âmes                            | Jacques Cartier            |                     |
| 2018 |                                     | L'Autre continent                                    | Deglacière professzor      |                     |
| 2018 |                                     | L’intervention                                       | Favrart tábornok           |                     |
| 2018 | Van Gogh az örökkévalóság kapujában | At Eternity's Gate                                   | Rendező                    |                     |
| 2018 | Hölgyek feketében                   | Ladies in Black                                      | Stefan                     |                     |
| 2018 |                                     | Les Estivants                                        | svájci színész             |                     |
| 2019 | Léghajósok                          | The Aeronauts                                        | Pierre Rennes              |                     |
| 2023 | Pengeélen                           | The Edge of the Blade                                | Louis Berchère ezredes     |                     |

### Televízió

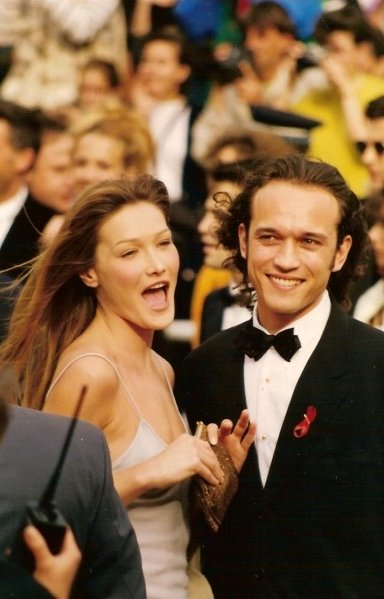
Carla Bruni és Vincent Perez az 1994-es cannes-i filmfesztiválon

| Év   | Magyar cím                     | Eredeti cím                           | Szerep                   | Megjegyzések                                  |
| ---- | ------------------------------ | ------------------------------------- | ------------------------ | --------------------------------------------- |
| 1986 |                                | Série noire                           | Yvon                     | 1 epizód                                      |
| 1990 |                                | Hamlet                                | Laertész                 | tévéfilm                                      |
| 1998 | Szívlövés                      | Shot Through the Heart                | Slavko Stanic            | tévéfilm                                      |
| 2000 |                                | Scénarios sur la drogue               | nem szerepel             | rendező (1 epizód)                            |
| 2004 | Frankenstein: Újratöltve       | Frankenstein                          | Deucalion                | tévéfilm                                      |
| 2005 | A bíró és a testőre            | Le juge                               | Marc Steiner             | tévéfilm                                      |
| 2006 |                                | Avec le temps...                      | Philippe Julliart        | tévéfilm                                      |
| 2006 | Madame de Pompadour            | Jeanne Poisson, Marquise de Pompadour | XV. Lajos francia király | - 2 epizód - magyar hangja: - Stohl András    |
| 2007 | Különleges ügyosztály – Párizs | Paris enquêtes criminelles            | Vincent Revel            | 20 epizód                                     |
| 2008 | Pusztító lavina                | Die Jahrhundertlawine                 | Marc                     | - tévéfilm - magyar hangja: - Szatmári Attila |
| 2010 | Botrány a Banca Romana-ban     | Lo scandalo della Banca Romana        | Clemente Claudet         | tévéfilm                                      |
| 2010 |                                | Trahie!                               | Paul/Antonio             | tévéfilm                                      |
| 2017 | Riviéra                        | Riviera                               | rendőrfelügyelő          | 9 epizód                                      |
| 2022 | Sántárám                       | Shantaram                             | Didier                   | 12 epizód                                     |

## Fontosabb díjak és jelölések
- 1990 – Cyrano de Bergerac – César-díj a legígéretesebb fiatal színésznek (jelölés)
- 1992 – L'échange – Arany Pálma a legjobb rövidfilmért (jelölés)
- 1997 – A púpos – César-díj a legjobb mellékszereplő színésznek (jelölés)
- 1998 – Aki szeret engem, vonatra száll – César-díj a legjobb mellékszereplő színésznek (jelölés)
- 1999 – Rien à dire – Arany Pálma a legjobb rövidfilmért (jelölés)
- 2002 – Volt egyszer egy angyal – Montreali Nemzetközi Filmfesztivál, Grand Prix des Amériques (jelölés)

## Fordítás
- Ez a szócikk részben vagy egészben  a   Vincent Pérez című angol Wikipédia-szócikk ezen változatának fordításán alapul.  Az eredeti cikk szerkesztőit annak laptörténete sorolja fel. Ez a jelzés csupán a megfogalmazás eredetét és a szerzői jogokat jelzi, nem szolgál a cikkben szereplő információk forrásmegjelöléseként.